# Rogério Oliveira da Silva
Rogério Oliveira da Silva, noto con il solo prenome Rogério (Nobres, 13 gennaio 1998), è un calciatore brasiliano, difensore del Wolfsburg.

## Caratteristiche tecniche
È un terzino sinistro, mancino, dotato di grande capacità di corsa, di abilità nei cross e nel tiro dei calci d'angolo.

## Carriera

### Club

#### Gli inizi
Arrivato nelle giovanili dell'Internacional di Porto Alegre a soli dodici anni, esordisce giovanissimo nel massimo campionato brasiliano.
Il suo cartellino è gestito dal fondo Doyen. Dopo essere stato notato per le sue prestazioni durante il Mondiale Under-17, nel gennaio 2016 viene acquistato dalla Juventus che lo gira subito in prestito semestrale al Sassuolo. Con la formazione emiliana partecipa al campionato Primavera e alla Viareggio Cup.
Tornato a Torino, disputa una stagione nella Primavera di Fabio Grosso, collezionando presenze in tutte le competizioni alle quali la squadra bianconera partecipa (Coppa Italia, Campionato, Viareggio Cup e UEFA Youth League).

#### Sassuolo
Durante il calciomercato estivo del 2017 la Juventus decise di cederlo nuovamente al Sassuolo, sempre a titolo di prestito.
Esordì con la squadra neroverde in Serie A (oltre che tra i professionisti) il 5 novembre 2017 nella gara che il Sassuolo perse per 2-0 contro il Milan in casa.
Il 25 febbraio 2018 giocò la sua prima gara da titolare con i neroverdi nella sconfitta in casa per 3-0 contro la Lazio.
Terminata la prima stagione al Sassuolo, il 17 luglio 2018 viene ufficializzato il rinnovo del prestito per un'altra stagione. Il 19 agosto Roberto De Zerbi lo schiera titolare in Sassuolo-Inter, prima gara della Serie A 2018-2019. Il 7 aprile 2019 segna il primo gol nella massima categoria nella partita in casa della Lazio, pareggiata per 2-2. Il 30 Giugno 2019 viene riscattato a titolo definitivo dal Sassuolo.
Dal 2019-20 al 2022-23 diventa titolare fisso della fascia sinistra del Sassuolo, distinguendosi per le sue prestazioni di solidità difensive.

#### Wolfsburg
Il 5 agosto 2023, dopo 6 stagioni in neroverde, si trasferisce al Wolfsburg, militante in massima serie tedesca, per 6 milioni di euro più 2 di bonus. Fa il suo esordio con la nuova maglia il 13 agosto in Coppa di Germania, nella gara vinta 6-0 in casa del TuS Makkabi. Il 2 settembre successivo, contro l'Hoffenheim, debutta in Bundesliga. Il 25 novembre 2023 segna il suo primo gol con il Wolfsburg, contribuendo in maniera decisiva alla vittoria interna (2-1) in campionato contro il Lipsia.

### Nazionale
Con la Nazionale Under-17 brasiliana prese parte al Campionato mondiale Under-17 2015, collezionando 5 presenze.
Con la Nazionale Under-20 brasiliana prese parte al Campionato sudamericano Under-20 2017, collezionando 4 presenze.

## Statistiche

### Presenze e reti nei club
Statistiche aggiornate al 10 giugno 2024.
| Stagione        | Squadra         | Campionato      | Campionato | Campionato | Coppe nazionali | Coppe nazionali | Coppe nazionali | Coppe continentali | Coppe continentali | Coppe continentali | Altre coppe | Altre coppe | Altre coppe | Totale | Totale |
| Stagione        | Squadra         | Comp            | Pres       | Reti       | Comp            | Pres            | Reti            | Comp               | Pres               | Reti               | Comp        | Pres        | Reti        | Pres   | Reti   |
| --------------- | --------------- | --------------- | ---------- | ---------- | --------------- | --------------- | --------------- | ------------------ | ------------------ | ------------------ | ----------- | ----------- | ----------- | ------ | ------ |
| 2017-2018       | Sassuolo        | A               | 13         | 0          | CI              | 1               | 0               | -                  | -                  | -                  | -           | -           | -           | 14     | 0      |
| 2018-2019       | Sassuolo        | A               | 33         | 1          | CI              | 2               | 0               | -                  | -                  | -                  | -           | -           | -           | 35     | 1      |
| 2019-2020       | Sassuolo        | A               | 15         | 1          | CI              | 2               | 0               | -                  | -                  | -                  | -           | -           | -           | 17     | 1      |
| 2020-2021       | Sassuolo        | A               | 28         | 0          | CI              | 1               | 0               | -                  | -                  | -                  | -           | -           | -           | 28     | 0      |
| 2021-2022       | Sassuolo        | A               | 23         | 0          | CI              | 1               | 0               | -                  | -                  | -                  | -           | -           | -           | 24     | 0      |
| 2022-2023       | Sassuolo        | A               | 36         | 0          | CI              | 1               | 0               | -                  | -                  | -                  | -           | -           | -           | 37     | 0      |
| Totale Sassuolo | Totale Sassuolo | Totale Sassuolo | 148        | 2          |                 | 8               | 0               |                    | -                  | -                  |             | -           | -           | 156    | 0      |
| 2023-2024       | Wolfsburg       | BL              | 13         | 1          | CG              | 2               | 0               | -                  | -                  | -                  | -           | -           | -           | 15     | 1      |
| Totale carriera | Totale carriera | Totale carriera | 161        | 3          |                 | 10              | 0               |                    | -                  | -                  |             | -           | -           | 171    | 3      |